# Леблебија
Леблебија (Cicer arietinum) је врста биљака из фамилије бобова (Fabaceae). Народски називи су јој још наут, сланутак, слани грах, слани пасуљ. Латински називи су: Cicer arietinum, Cicer edessanum, Cicer grossum, Cicer physodes, Cicer rotundum и Cicer sativum.

## Опис
Леблебија је махунаста, беланчевинаста биљка и високовредна намирница за људску прехрану. Њено семе, слично семену соје или сушеном зрну грашка, светлосмеђе је боје, а користи се као вариво или као додатак осталом поврћу за припремање јела. Недозрело семе љушти се из махуна и припрема као млади пасуљ или грашак. У источним земљама леблебију мељу у брашно и од њега пеку изврсна пецива, или је у одређеној размери (10 - 20 одсто) мешају с пшеничним брашном и пеку посебан и врло тражен хлеб. Најпопуларнији оријентални специјалитети од леблебије су изузетно укусни и здрави фалафел и хумус, а у Србији се једу и пропржене семенке, које се грицкају као кокице или семенке бундеве и сунцокрета.

## Састав и хранљива вредност
Биохемијски састав леблебије сличан је осталим махунаркама. Осушено зрно садржи 17,4 - 23,3 одсто беланчевина, 53,5 - 63,6 одсто угљених хидрата, 4,1 - 5,5 процената биљног уља 3,3 - 5,5 одсто целулозе и 3,2 - 3,4 одсто минералних материја.
Младе махуне леблебије нису препоручљиве за јело, јер вегетативна маса (стабљика, лишће, па према томе и махуна) има висок садржај јабучне и оксалне киселине, што може изазвати озбиљне поремећаје у организму.
Леблебија је веома добар извор гвожђа, чак и кувана леблебија садржи дупло више гвожђа од једнаке количине меса. Количина калцијума у леблебији је такође висока и удружена је с беланчевинама које повећавају његову апсорпцију. Ако је у оброку заступљена и житарица, такав оброк има потпуни састав потребних аминокиселина. Има низак гликемијски индекс.
Новија истраживања, која су обухватила 19 различитих култивара леблебије узгајених у стакленику, показала су да је и лишће леблебије исто тако вредно пажње, јер садржи осим витамина и значајну количину неких минерала, па тако може парирати купусу и спанаћу. Садржај калцијума, магнезијума и калијума у лишћу леблебије већи је него у спанаћу и купусу док је садржај гвожђа, цинка и бакра приближно једнак.
Резултати овог истраживања могли би имати велику важност за земље где се леблебија и узгаја, а то су пре свега Индија, Средњи исток и Средња Европа. У тим је земљама често забележен и мањак одређених намирница у прехрани, па би лишће леблебије могло бити одличан алтернативни извор.